# Dark Sanctuary
Dark Sanctuary ist eine französische Band, die im Jahre 1996 in Paris gegründet wurde.

## Geschichte
Im Gründungsjahr bestand die Band aus zwei Personen, die 1996 die Demoaufnahme Bruises auf dem Label A.M.S.G. aus dem Umfeld der französischen NSBM-Szene veröffentlichten; Arkdae (Fabien Pereira) spielte bei den dieser Szene zugehörigen Gruppen Bekhira und Osculum Infame, die in der Cover-Beilage gegrüßt wurden. In dieser Szene zuzuordnenden Deo Occidi antwortete die Band auf die Frage nach ihrer Meinung zu den Atombombentests im Mururoa-Atoll, man solle die Bomben nicht an Fischen, sondern in Algier und Israel testen. 1997 folgte eine Mini-CD namens Funeral Cry mit einer Spielzeit von etwa 20 Minuten. 1998 kamen Hylgaryss, Sombre Cyr und Eliane zur Band hinzu. Gemeinsam brachten sie das Debütalbum Royaume mélancolique heraus und gaben im September ihr erstes Konzert.
Das zweite Album De lumière et d’obscurité wurde 2000 aufgenommen und von Wounded Love Records, einem Sub-Label von Avantgarde Music, veröffentlicht. Nach der Veröffentlichung verließ Marquise Ermia die Band, um ihr Studium abzuschließen. Ihr Platz wurde durch Dame Pandora ersetzt.
2003 wurden das dritte Album sowie eine Single veröffentlicht. Beide wurden in Frankreich und Deutschland ein Erfolg. Nach einer Reihe von Konzerten in Frankreich kamen sie nach Deutschland zurück und produzierten im Jahre 2004 das Vierte, 2005 das Fünfte und 2006 das sechste Album.
Die Band verklagte 2008 den Rapper Bushido, weil er sich für sein Album Von der Skyline zum Bordstein zurück in mindestens acht Fällen ihrer Musik bedient haben soll. Die außergerichtliche Einigung scheiterte. Das Landgericht Hamburg verhandelte am 13. März weiter über die Plagiatsvorwürfe. Der Berliner Musikwissenschaftler Hartmut Fladt unterstützte die Klage der Band mit einem Gutachten. Bushido wurde am 23. März 2010 von einem Hamburger Gericht wegen Urheberrechtsverletzung in diesem Fall zu einer Schadensersatzzahlung verurteilt und dazu verpflichtet, den Verkauf der betroffenen Alben und Sampler einzustellen, sowie bereits im Handel befindliche Exemplare wieder zurückzurufen und zu vernichten.
Im Juli 2009 gab Dark Sanctuary auf ihrer Homepage bekannt, sich auf unbestimmte Zeit aufzulösen, und kündigte gleichzeitig die Veröffentlichung eines letzten, selbstbetitelten Studioalbums für September/Oktober 2009 an. Am 3. Oktober 2009 fand zudem in der St Pancras Church in London ein allerletztes Konzert statt, zu welchem ein Livealbum erscheinen soll.
2017 fing die Band wieder an Musik zu produzieren.

## Diskografie

### Alben
- 1999: Royaume mélancolique
- 2000: De lumière et d’obscurité
- 2003: L’être las – L’envers du miroir
- 2004: Les mémoires blessées
- 2005: Exaudi Vocem Meam – Part 1
- 2006: Exaudi Vocem Meam – Part 2
- 2009: Dark Sanctuary
- 2017: Metal
- 2023: Cernunnos

### EPs
- 2021: Iterum

### Singles
- 1998: Funeral Cry
- 2002: Vie ephémère

### Demos
- 1996: Bruises
- 2004: La clameur du silence

### Kompilationen
- 2005: Thoughts: 9 Years in the Sanctuary
- 2007: Tenebris – A Compilation